# Patricia Churchland
Patricia Smith Churchland  (Oliver, Columbia Británica (Canadá) 16 de julio de 1943) es una filósofa canadiense estadounidense. Desde 1984 desarrolla su labor en San Diego, en la Universidad de California. Actualmente es profesora en el departamento de filosofía de la Universidad de San Diego, profesora adjunta en el Instituto Salk para estudios Biológicos, y asociada al Laboratorio Computacional de Neurociencias (Sejnowski Lab) en el Instituto Salk. Ganó el Premio MacArthur en 1991. Estudió en la Universidad de la Columbia Británica, la Universidad de Pittsburgh, y el Somerville College de la Universidad de Oxford. Enseñó filosofía en la Universidad de Manitoba desde 1969 a 1984. 

## Biografía
Sus estudios se centran en la neurofilosofía y la filosofía de la mente. Churchland ha enfocado sus estudios en la relación entre las neurociencias y la filosofía. De acuerdo con ella, los filósofos se están dando cuenta de que para entender la mente primero debe entenderse el cerebro. Se asocia a la escuela de pensamiento llamada eliminativismo o materialismo eliminativo, la cual argumenta que los conceptos de la psicología popular como "creencia", "voluntad libre" o "conciencia" necesitarán ser revisados cuando la ciencia entienda más acerca de las funciones del cerebro. Sigue el llamado "Programa de Coevolución de las Ciencias", según el cual las ciencias menos desarrolladas deben evolucionar presididas por aquellas otras que son más completas, que en el caso de los problemas que nos ocupan serían las neurociencias. Es por esto que, según Churchland, tantas ramas de la psicología están destinadas a desaparecer. También podemos llamarla naturalista, debido a que piensa que la investigación científica es la mejor fuente para entender la naturaleza de la mente. En definitiva, el objetivo más ambicioso de sus investigaciones es alcanzar una ciencia unitaria de la mente/cerebro. Sus trabajos más recientes se centran también en la neuroética, e intentan entender la elección, la responsabilidad y las bases de las normas morales en términos de funciones cerebrales, evolución del cerebro, e interacciones cerebro/cultura.
En su artículo "The Big Questions: Do we have free will?" cita el caso de un hombre que tenía conductas sexuales compulsivas, las cuales se deberían a un tumor presente en su hipotálamo, región del cerebro que regula las conductas sexuales. Al extirpárselo su conducta volvió a la normalidad por un tiempo, hasta que se desencadenaron nuevas tendencias patológicas, las cuales se debían, nuevamente, a otro tumor que se había desarrollado en la misma zona. Al ser eliminado, el paciente recuperó su conducta normal. Este tipo de casos genera cuestionamientos acerca de la existencia de algo así como una voluntad libre, desde el momento en que la misma puede ser "usurpada" por un tumor: en rigor, la manera en que la voluntad de este hombre se vio afectada por la dimensión biológica es la misma que afecta a todos los seres humanos. Así pues, la filósofa termina afirmando que no hay algo así como un "libre albedrío". 

## Vida personal
Está casada con el también filósofo Paul Churchland.

## Publicaciones
- Neurophilosophy: Toward a Unified Science of the Mind-Brain. (1986) Cambridge, Massachusetts: The MIT Press.
- The Computational Brain. (1992) Patricia S. Churchland and T. J. Sejnowski. Cambridge, Massachusetts: The MIT Press.
- Neurophilosophy and Alzheimer's Disease. (1992) Edited by Y. Christen and Patricia S. Churchland. Berlín: Spinger-Verlag.
- The Mind-Brain Continuum (1996). Edited by R. R. Llinas and Patricia S. Churchland. The MIT Press.
- On the Contrary: Critical Essays 1987-1997. (1998). Paul M. Churchland and Patricia S. Churchland. Cambridge, Massachusetts: The MIT Press.
- Brain-Wise: Studies in Neurophilosophy. (2002) Cambridge, Massachusetts: The MIT Press).